# Chloe Domont
Cloe Domont (Los Ángeles, 2 de septiembre de 1987) es una guionista y directora de cine estadounidense.

## Biografía
Chloe Domont nació en Los Ángeles en 1987, donde también se graduó de la Tisch School of the Arts.
Tras dirigir los cortometrajes Lullaby, Joyful Girl y Jack's Not Sick Anymore, colaboró con el director Nathan Silver en el guion de su tragicomedia Uncertain Terms, que se proyectó en el Filmfest München en 2014 y en el Festival Internacional de Cine de Viena poco después. 
Su siguiente trabajo como directora, el cortometraje Haze, se estrenó en el AFI Fest en noviembre de 2014. Mientras tanto, dirigió episodios individuales de series de televisión como Suits, Star Trek: Discovery o Shooter y participó ocasionalmente en el guion. Su cortometraje All Good Things, que narra la insólita historia de amor de sus padres María y Ron, que se conocieron en una reunión de Alcohólicos Anónimos, se estrenó en el True/False Film Festival. Entre 2017 y 2019, dirigió y escribió los guiones de siete episodios de la serie de televisión Ballers. En 2022, dirigió dos episodios de la serie de televisión Billions.
La ópera prima de Domont, Fair Play, se estrenó en el Festival de Sundance en 2023 y fue nominada en la competición dramática estadounidense. Ambientado en las altas finanzas de Manhattan, el thriller erótico está protagonizado por Phoebe Dynevor y Alden Ehrenreich como una pareja que trabaja para la misma empresa de inversiones.

## Filmografía
- Fair Play (2023)